# Lepidostoma compressum
Lepidostoma compressum är en nattsländeart som beskrevs av David Etnier och Way 1973. Lepidostoma compressum ingår i släktet Lepidostoma och familjen kantrörsnattsländor. Inga underarter finns listade i Catalogue of Life.